# Радамус, Ривер
Ривер Радамус (англ. River Radamus; род. 12 февраля 1998, Вейл, Колорадо) — американский горнолыжник, чемпион мира 2023 года, участник зимних Олимпийских игр 2022 года.

## Биография и спортивная карьера
В 2016 году на зимних юношеских Олимпийских играх в Лиллехаммере завоевал три золотые медали в супергиганте, гигантском слаломе и комбинации. 3 декабря 2017 года дебютировал на этапах Кубка мира сезона 2017/2018 годов.
В 2019 году на молодёжном чемпионате мира стал двукратным чемпионом, победив в супергиганте и гигантском слаломе.
В 2021 году Радамус представлял США на чемпионате мира в Италии, где стал 11-м в гигантском слаломе и 8-м в параллельной дисциплине.
На Олимпийских играх 2022 года принимала участие в гигантском слаломе и занял итоговое 4-е место. В супергиганте был 15-м. В командных соревнованиях в составе американской сборной стал четвёртым.
В 2023 году на чемпионате планеты во Франции в командных соревнованиях в составе американской сборной стал чемпионом мира.
На этапе Кубка мира 24 февраля 2024 года впервые в карьере поднялся на подиум, стал третьим в гигантском слаломе.

## Выступления на крупнейших соревнованиях

### Зимние Олимпийские игры
| Олимпийские игры | Скоростной спуск | Супергигант | Гигантский слалом | Слалом | Комбинация | Команды |
| ---------------- | ---------------- | ----------- | ----------------- | ------ | ---------- | ------- |
| 2022 Пекин       | —                | 15          | 4                 | —      | —          | 4       |

### Чемпионаты мира
| Чемпионат мира         | Скоростной спуск | Супергигант | Гигантский слалом | Слалом | Комбинация | Команды | Паралл. гигантский слалом |
| ---------------------- | ---------------- | ----------- | ----------------- | ------ | ---------- | ------- | ------------------------- |
| 2021 Кортина-д’Ампеццо | —                | —           | 11                | DNF2   | —          | 6       | 8                         |
| 2023 Мерибель          | —                | 16          | 12                | —      | 4          | 1       | 15                        |
| 2025 Зальбах           | —                | 19          |                   |        |            | 4       | н/д                       |